# Paulo Junqueira Duarte
Paulo Alfeu Junqueira Duarte (São Paulo, 16 de novembro de 1899 — São Paulo, 23 de março de 1984) foi um advogado, biógrafo, poeta, arqueólogo, memorialista,  jornalista e professor universitário brasileiro.

## Biografia

### Primeiros anos e formação
Paulo Alfeu Junqueira Duarte nasceu na cidade de São Paulo - capital do estado de São Paulo - em 16 de novembro de 1899, filho de Hermínio de Monteiro Duarte e de Jovina Junqueira Duarte.
Iniciou seus estudos no Instituto Champagnat, passou também pelo Ginásio São Bento e pelo Colégio dos Irmãos Maristas da cidade de Franca e no Externato Pereira Barreto.
Foi acadêmico do curso de Medicina por três anos, porém, desistiu do curso devido falta de recursos financeiros. Após a desistência na Medicina veio obter a graduação em Direito oferecida pela Faculdade de Direito do Largo de São Francisco (FDUSP), instituto vinculado a Universidade de São Paulo (USP) no ano de 1924.

### Carreira
Ainda acadêmico começou a trabalhar no jornal O Estado de S. Paulo desempenhando funções como revisor, depois a repórter e chegando a redator-chefe. Embora advogado de formação gradualmente passou a se dedicar ao jornalismo e a literatura. Ainda em O Estado de S.Paulo e apesar da pouca idade, lançou duas obras As arcadas e Agora nós.
Engajado na política, era um crítico das oligarquias políticas que na época controlavam a política nacional e, ainda acadêmico, destacou-se como defensor do voto secreto. Em 1922, também foi um dentre os apoiadores da Semana de Arte Moderna (SAM) em São Paulo, que na época representava uma mudança no paradigma, revisão dos conceitos artísticos vigentes e vanguarda para o modernismo.
Apoiou a Revolução de 1924, na ocasião tendo atuado como emissário de José Carlos de Macedo Soares, presidente da Associação Comercial de São Paulo, intermediário de Carlos de Campos, presidente do estado de São Paulo (atualmente denomina-se governador). Nessa qualidade, participou das negociações para o armistício e anistia aos revoltosos. Malograda as negociações, os rebeldes liderados por Isidoro Dias Lopes resolveram abandonar a cidade rumo ao Paraná.
No ano de 1926, teve atuação na fundação do Partido Democrático (PD), adversário do Partido Republicano Paulista (PRP). Nessa época, passou a trabalhar no Diário Nacional, jornal ligado ao partido. Em 1929, participou da Aliança Liberal em São Paulo, que era apoiadora da candidatura de Getúlio Vargas, tendo inclusive realizado caravanas e eventos pelo país para a promoção da candidatura de Vargas.
Com a vitória de Júlio Prestes nas eleições presidenciais de março de 1930, Paulo Duarte ficou engajado nas conspirações que visavam um golpe de estado contra o então presidente Washington Luis, visando impedir a posse do candidato eleito e a formação de um governo provisório, episódio da história que veio a ser denominado de Revolução de 1930. Deflagrada esse golpe de estado, em outubro daquele ano, Duarte chefiou grupo cujo objetivo era atacar o o Palácio dos Campos Elísios, sede do governo paulista, mas foi preso antes da consumação desse plano, em Santa Catarina.
Contudo, após a deposição de Washington Luís por generais da capital federal naquele mesmo mês e a consequente vitória daquele movimento rebelde, foi libertado e passou a exercer apoio ao governo provisório encabeçado por Getúlio Vargas, candidato derrotado naquelas eleições e um dos líderes desse golpe de estado. Porém, gradualmente sentiu-se desiludido com os rumos do governo provisório de Getúlio Vargas e insatisfeito com a políticas por este exercida, sobretudo no estado de São Paulo. Assim, rompeu com o partido e passou a fazer parte do grupo de oposição ao regime vigente no país, inclusive tendo participado em 1931 da fundação da Liga de Defesa Paulista, que visava lutar pela autonomia de São Paulo.
Essas insatisfações contra o governo provisório presidido por Getúlio Vargas culminaria na Revolução Constitucionalista de 1932. Na qualidade de voluntário do então Exército Constitucionalista, Paulo Duarte atuou no Vale do Paraíba, onde no último mês do conflito veio a assumir o comando do um trem Blindado, que dava cobertura móvel para as manobras da 2ª Divisão de Infantaria em operações, e nesse posto teve notável atuação, sobretudo nos combates de Lorena (SP) e Canas (SP), além da proteção das tropas paulistas para o recuo em Guaratinguetá. Com o armistício e as negociações para a rendição do Exército Constitucionalista, passou para o grupo de combatentes que ainda queriam o prosseguimento dos conflitos, entre eles o comandante daquele setor, o Coronel. Euclides Figueiredo e o Capitão Reinaldo Saldanha da Gama. Contudo, foi preso junto a esse grupo no litoral de Santa Catarina quando estavam em fuga para o Rio Grande do Sul, onde esperavam o reagrupamento dos combatentes e o reinício do conflito. Na sequência foi exilado junto com outros líderes da revolução para Portugal e depois mudando-se para a França.
De volta do exílio, em agosto de 1933, voltou a colaborar no jornal O Estado de S. Paulo. Também participou, junto com Júlio de Mesquita Filho, da criação e da organização da Universidade de São Paulo (USP), inclusive participando da seleção dos primeiros docentes, ocasião em que trouxe professores franceses para integrar os quadros da universidade. Também ingressou no corpo docente dessa instituição, lecionando pré-história na Faculdade de Filosofia, Ciências e Letras da Universidade de São Paulo (FFCL).
No ano de 1934, foi eleito pelo Partido Constitucionalista a deputado para a Assembleia da Constituinte estadual, onde teve atuação destacada em projetos ligados a educação e cultura. Nesse período, fez oposição a Ação Integralista Brasileira (AIB), presidida por Plínio Salgado.
Já em 1937, apoiou Armando Sales para as eleições presidenciais previstas para o ano seguinte. Porém, com o golpe de estado articulado por Getúlio Vargas, que resultaria no Estado Novo, as eleições foram canceladas e o Congresso e as Assembleias Legislativas dissolvidos. Trabalhando como jornalista, publicou inúmeros artigos críticos ao então regime vigente bem como as medidas postas em prática, tendo sido preso por conta disso várias vezes. Contudo, em 1938 foi mandado ao exílio pelo regime após realizar uma denúncia ao então Ministro da Guerra, Eurico Gaspar Dutra, de uma suposta infiltração nazista entre os quadros do governo brasileiro.
No ano de 1943, em turnê pela Europa numa série de conferências foi pressionado pela ditadura salazarista em Portugal. Ainda naquele ano, quando tentou retornar a sua residência em Paris, na França, foi barrado pelo departamento de estado dos Estados Unidos, país então aliado do Brasil na Segunda Guerra Mundial, sob a justificativa de que era inimigo do governo brasileiro. Porém, meses depois conseguiu retornar a Paris e retomar seu trabalho com Paul Rivet no Museu do Homem. Mesmo no exílio, manteve a sua atuação política em oposição ao regime do Estado Novo, frequentemente realizando denúncias a partir de informações e documentos que revelavam os programas de Hitler com relação à América Latina e suas ligações com o governo de Getúlio Vargas.
Finda a ditadura de Vargas, em outubro de 1945, retornou ao Brasil e retomou o seu cargo como redator-chefe em O Estado de S. Paulo e também passou a lecionar na Faculdade de Filosofia da Universidade de São Paulo (USP). A partir de suas experiências na Europa durante o exílio, foi um grande iniciador da arqueologia e da proteção do patrimônio arqueológico Brasileiro, principalmente nos meios acadêmicos. Foi nessa época também que tentou fundar o Museu do Homem no Brasil, a partir de suas experiências com Paul Rivet, tendo realizado comissão de pesquisa para a preservação das jazidas neolíticas brasileiras.
No ano de 1950, saiu do cargo que possuía em O Estado de S. Paulo, mas atuando como colaborador esporádico. Em meados da década de 1950, fundou a revista Anhembi cujo trabalho teve grande importância na cultura brasileira naquela época, com publicações de autores nacionais e estrangeiros voltadas a literatura, história, sociologia e antropologia, porém, o periódico foi extinto em 1962, e foi também nesse ano em que assumiu cargo efetivo como docente na USP.
Com o golpe de 1964, Duarte deu declarações críticas àquele movimento político-militar, e chegou a ser detido por sua oposição. Também era muito crítico aos rumos tomados pela gestão da Universidade de São Paulo (USP), em que alegava que desde o Estado Novo a instituição tinha se desvirtuado de seu propósito original, e acentuou essas críticas durante a década de 1960, em que questionava reiteradamente as gestões da instituição e a qualidade do corpo docente. Sobre essas críticas, costumava chamar de "rinocerontes" os catedráticos da instituição e protestava contra o que entendia ser o "terrorismo cultural" que teria lá se instalado, entendendo que aquela universidade estava em processo de decadência. Por conta de suas críticas, atraiu muita indisposição entre os colegas docentes e acumulou numerosos inimigos ao longo dos anos.
No ano de 1969, teve os seus direitos políticos cassados e foi aposentado compulsoriamente do cargo que exercia na Universidade de São Paulo (USP). Entre outros trabalhos que exerceu ao longo da carreira está o de secretário-geral do Instituto Francês de Altos Estudos Brasileiros, de Paris; consultor jurídica da Prefeitura Municipal de São Paulo; presidente da Sociedade Paulista de Escritores; diretor da Revista do Instituto Histórico e Geográfico de São Paulo (IHGB/SP) e também colaborador da revista Maquis.

## Vida pessoal
Foi casado com Joanita Prats Duarte, com quem teve uma filha. Uma de suas maracas registradas foi o uso de gravatas-borboletas.

## Morte
Duarte morreu em São Paulo, no dia 23 de março de 1984, aos 84 anos em seu apartamento na Rua Guarará, próximo ao Parque Ibirapuera. Ele teve seu estado de saúde agravado depois da morte de sua esposa, Joanita. Na edição do periódico carioca do Jornal do Brasil de sua morte, recebeu homenagens de personalidades como Florestan Fernandes, Herbert Levy, Lygia Fagundes Telles, Alipio Viana Freire, José Mindlin, Hélio Bicudo e Geraldo Coronezzi.

## Legado
Deixou grande documentação pessoal como doação para a Universidade Estadual de Campinas (Unicamp), onde se encontra hoje, custodiada no Instituto de Estudos da Linguagem (IEL). A publicação do documento Pela Dignidade Universitária, no primeiro volume da revista Ideias do Instituto de Filosofia e Ciências Humanas (IFCH), em 1994, por Pedro Paulo Funari, foi um marco na recuperação da memória científica da USP e do Brasil, tendo sido tombado o documento pelo arquivo da FFLCH.

## Obras

### Livros publicados
- Sob as Arcadas... crônica de um lustro acadêmico. São Paulo: Faculdade de Direito de São Paulo, 1927. 312p.[42]
- Agora nós!: Chronica da revolução paulista, com os perfis de alguns heroes da retaguarda. São Paulo. 359p.[43]
- Versos de Trilussa, Editora Marcus Pereira Publicidade, 1973. (Tradutor)[44]
- .Que é que há?: pequena história de uma grande pirataria. 2.ed. São Paulo: s.n., 1931. 311p.[42]
- Um conluio imoral (ensaio), 1934.[42]
- Contra o vandalismo e o extermínio, 1936.
- Contra os donos do Instituto Histórico e Geográfico de São Paulo, 1938.[42]
- Língua Brasileira. São Paulo: s.n., 1944. 28p.[42]
- Prisão, exílio e luta, 1946.[45]
- Palmares pelo avesso, Instituto Progresso Editorial, 1947, 422p.[46]
- Amadeu Amaral, 1976.[42]
- Mário de Andrade por ele mesmo, Editora HUCITEC, 1977, 370p.[47][48]
- Júlio de Mesquita, 1977.[42]

### Revistas
Além disso, no Estado de S. Paulo, na revista Anhembi e em vários outros periódicos, publicou vários artigos sob o pseudônimo de Alfeu Caniço, Caniço Filho, Gabica Dinis e Tuté Borba.
Livro de Memórias
O seu livro de memórias recebeu, em 1976 e 1978, o Prêmio Jabuti da Câmara Brasileira do Livro, maior prêmio literário do país. A obra foi publicada em uma série de dez volumes intitulados: Todos os livros foram publicados pela editora Paz e Terra.
1. Memórias - Raizes profundas
2. Memórias - A inteligência da fome
3. Memórias - Selva obscura
4. Memórias - Os mortos de Seabrook

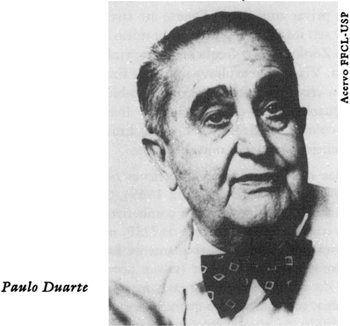

5. Memórias - Apagada e vil mediocridade
6. Memórias - Ofício de trevas
7. Memórias - Miséria universal, miséria nacional e minha própria miséria
8. Memórias - Vou-me embora pra Pasárgada
9. Memórias - E vai começar uma era nova
10. Memórias - O espírito das catedrais